# FC Linköping City
FC Linköping City is een Zweedse voetbalclub uit de stad Linköping, de hoofdstad van de provincie Östergötlands län. De vereniging werd tijdens de jaarwisseling van 2013 opgericht als een fusie van FK Linköping en FC Syrianska. In de voetbalpiramide nam het de plaats in van FK Linköping, dat toen in de Division 3 op het vijfde niveau speelde. Na enkele jaren op hoger niveau te hebben gespeeld, is de club weer weggezakt naar het vijfde niveau. De thuiswedstrijden worden gespeeld in de Linköping Arena, de traditionele kleur van FC Linköping City is blauw. 